# Histoire personnelle du "boom"

Histoire personnelle du "boom" est un essai (titre original : Historia personal del "boom") de l'écrivain chilien Jose Donoso publié en 1972. Il n'existe pas de traduction française.

## Contexte
- Depuis 1962, les romanciers latino-américains ont conscience de l'importance du mouvement littéraire appelé boom latino-américain. Pour José Donoso, cette prise de conscience de l'importance du mouvement a eu lieu, à l'occasion d'un congrès tenu à Concepción (Chili).  Il racontera son expérience de lecteur et d'écrivain en 1972 dans son Histoire personnelle du boom où il écrit notamment : « En à peine 6 ans, entre 1962 et 1968, j'ai lu La Mort d'Artemio Cruz (1962), La Ville et les Chiens (1962), La Maison verte (1966), Le Chantier (1961), Paradiso (1966), Marelle (1963), Héros et Tombes (1961), Cent ans de solitude (1967) et autres, par ailleurs récemment publiés. Tout d'un coup étaient apparue une douzaine de romans pour le moins notables, peuplant un espace auparavant désert. »[1]
- Légitimité. Quand Donoso publie son livre en 1972, il est déjà l'auteur d'un roman considéré comme l'un des chefs-d'œuvre de la littérature hispano-américaine, L'Obscène Oiseau de la nuit, qui aurait dû obtenir le prix Biblioteca Breve du roman en 1970, année où le prix n'a pas été attribué pour raisons économiques. Plus tard, ce roman sera cité parmi les « Cent meilleurs livres en langue espagnole du XXe siècle » choisis par les lecteurs et les critiques d'El Mundo (janvier 2001)[2].

## Un ouvrage de référence
- Témoignage de Mario Vargas Llosa : « C'est à Barcelone, entre 1970 et 1974, que je le fréquentai le plus, quand, par un concours de circonstances, la belle cité méditerranéenne devint, pour ainsi dire, la capitale de la littérature latino-américaine. Dans son Histoire personnelle du boom (1972), il décrit une de ces réunions qui jalonnent ces années exaltantes  où la littérature nous paraissait si importante et capable de changer la vie des gens, où était miraculeusement aboli l'abîme séparant écrivains et lecteurs espagnols et latino-américains, et où l'amitié nous semblait impérissable aussi. »[3]
- Une étude de synthèse (2011) de Carolina Ferrer sur le boom latino-américain[4] prend en compte plusieurs auteurs d'ouvrages de référence, dont : 
  - un essai (1972) du critique uruguayen très influent Emir Rodriguez Monegal[5] ;
  - un article de synthèse (1994) de l'universitaire Donald L. Shaw[6],
  - et Histoire personnelle du "boom" (1972) de l'écrivain chilien Jose Donoso[7] ;

### Éditions
- Édition originale : Historia personal del "boom", Editorial Anagrama, Barcelona, 1972.
- Nouvelle édition, suivie de El boom doméstico par Maria Pilar Serrano, Seix Barral, 1983.
  - Réédition argentine, Sudamericana-Planeta, 1984.